# Petrosaurus
Petrosaurus is een geslacht van hagedissen uit de familie Phrynosomatidae. De groep werd voor het eerst wetenschappelijk beschreven door

## Naam en indeling
De wetenschappelijke naam van de groep werd voor het eerst voorgesteld door George Albert Boulenger in 1885. Er zijn vier soorten die onderstaand zijn weergegeven.

### Soorten
Het geslacht omvat de volgende soorten, met de auteur en het verspreidingsgebied.
| Naam                    | Auteur             | Verspreidingsgebied      |
| ----------------------- | ------------------ | ------------------------ |
| Petrosaurus mearnsi     | Stejneger, 1894    | Mexico, Verenigde Staten |
| Petrosaurus repens      | Van Denburgh, 1895 | Mexico                   |
| Petrosaurus slevini     | Van Denburgh, 1922 | Mexico                   |
| Petrosaurus thalassinus | Cope, 1863         | Mexico                   |

## Verspreiding en habitat
Alle soorten komen voor in delen van Noord-Amerika en leven in de landen Mexico en de Verenigde Staten.Drie soorten komen endemisch voor in Mexico, de soort Petrosaurus mearnsi komt daarnaast ook voor in zuidelijk Californië.
De habitat bestaat uit drogere gebieden, zoals rotsige streken, droge bossen, scrubland en woestijnen.

## Beschermingsstatus
Door de internationale natuurbeschermingsorganisatie IUCN is aan alle soorten een beschermingsstatus toegewezen. De hagedissen worden beschouwd als 'veilig' (Least Concern of LC).